# 莱克 (加尔省)
莱克（法語：Lecques，法語發音：[lɛk]）是法国加尔省的一个市镇，属于尼姆区。

## 地理
莱克（43°50'13"N, 4°3'48"E）面积5.2 平方千米，位于法国奧克西塔尼大區加尔省，该省份为法国南部沿海省份，南端濒地中海，北起顺时针与阿尔代什省、沃克吕兹省、罗讷河口省、埃罗省、阿韦龙省和洛泽尔省接壤。
与莱克接壤的市镇（或旧市镇、城区）包括：丰塔内斯、加扬、奥尔图-塞里尼亚克-基扬、萨利内勒、维克-勒费斯克。

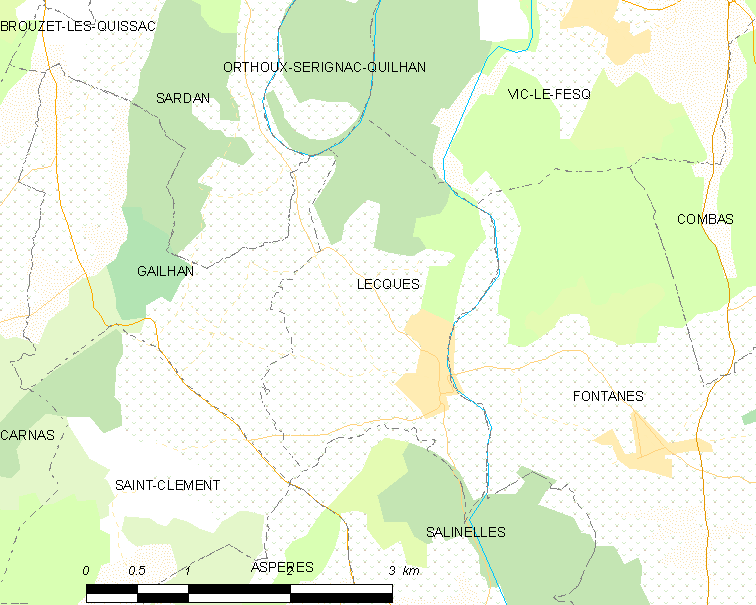
的OSM定位图

莱克的时区为UTC+01:00、UTC+02:00（夏令时）。

## 行政
莱克的邮政编码为30250，INSEE市镇编码为30144。

## 政治
莱克所属的省级选区为卡尔维松县。

## 人口

1962-2008年间人口变化图示

莱克于2022年1月1日时的人口数量为473人。